# Santos Futebol Clube 2012
Questa voce raccoglie le informazioni riguardanti il Santos Futebol Clube nelle competizioni ufficiali della stagione 2012.

## Maglie e sponsor
Le forniture tecniche sono anche per la stagione 2012 della Nike.
| Manica sinistra · Maglietta · Maglietta · Manica destra · Pantaloncini · Calzettoni | Manica sinistra · Maglietta · Maglietta · Manica destra · Pantaloncini · Calzettoni | Manica sinistra · Manica sinistra · Maglietta · Maglietta · Manica destra · Manica destra · Pantaloncini · Calzettoni |  |

## Organigramma societario
Area direttiva
- Presidente: Luis Álvaro de Oliveira Ribeiro

Area tecnica
- Allenatore: Muricy Ramalho
- Assistente allenatore: Mario Felipe Perez
- Preparatori atletici: Marco Antônio Alejandro Gomes, Carlos de Oliveira Carli
- Preparatore dei portieri: Evelton Isoppo, Edson Cholbi do Nascimento

Area sanitaria
- Fisioterapisti:Avelino, Toca

## Rosa
| N. |                    | Ruolo | Calciatore      |
| -- | ------------------ | ----- | --------------- |
| 1  | Brasile (bandiera) | P     | Rafael          |
| 2  | Brasile (bandiera) | D     | Edu Dracena     |
| 3  | Brasile (bandiera) | D     | Léo             |
| 4  | Uruguay (bandiera) | D     | Jorge Fucile    |
| 5  | Brasile (bandiera) | C     | Arouca          |
| 6  | Brasile (bandiera) | D     | Durval          |
| 7  | Brasile (bandiera) | C     | Henrique        |
| 8  | Brasile (bandiera) | C     | Elano           |
| 9  | Brasile (bandiera) | A     | Borges          |
| 10 | Brasile (bandiera) | C     | Ganso           |
| 11 | Brasile (bandiera) | A     | Neymar          |
| 12 | Brasile (bandiera) | P     | Aranha          |
| 13 | Brasile (bandiera) | D     | Crystian        |
| 14 | Brasile (bandiera) | D     | Bruno Rodrigo   |
| 15 | Brasile (bandiera) | C     | Adriano         |
| 16 | Brasile (bandiera) | D     | Juan            |
| 17 | Brasile (bandiera) | C     | Felipe Anderson |

| N. |                     | Ruolo | Calciatore                  |
| -- | ------------------- | ----- | --------------------------- |
| 18 | Brasile (bandiera)  | C     | Ibson                       |
| 19 | Brasile (bandiera)  | A     | Alan Kardec                 |
| 20 | Colombia (bandiera) | A     | Wason Rentería              |
| 22 | Brasile (bandiera)  | C     | Anderson Carvalho           |
| 23 | Brasile (bandiera)  | D     | Vinicius Simon              |
| 24 | Brasile (bandiera)  | P     | Vladimir                    |
| 25 | Brasile (bandiera)  | A     | Dimba                       |
| 26 | Brasile (bandiera)  | D     | Rafael Caldeira             |
| 27 | Brasile (bandiera)  | D     | Maranhão                    |
| 28 | Brasile (bandiera)  | D     | Paulo Henrique              |
| 29 | Brasile (bandiera)  | C     | Alan Santos                 |
| 30 | Brasile (bandiera)  | C     | Alison                      |
| 31 | Brasile (bandiera)  | C     | Gérson Magrão               |
| 32 | Brasile (bandiera)  | C     | Pedro Castro                |
| 33 | Brasile (bandiera)  | C     | Breitner                    |
| 34 | Brasile (bandiera)  | C     | Bernardo                    |
| 35 | Brasile (bandiera)  | A     | Tiago Alves                 |
|    | Brasile (bandiera)  | D     | Emerson Palmieri dos Santos |

## Risultati

### Coppa Libertadores

#### Fase a Gironi
| Arbitro: | Carlos Vera |

|                           |           |             |
| Cristaldo 33’ Ramallo 90’ | Marcatori | 9’ Henrique |

| Arbitro: | Evandro Roman |

|                             |           |                    |
| Neymar 18’ (rig.), 53’, 64’ | Marcatori | 63’ Leandro Damião |

| Arbitro: | Roberto Silvera |

|            |           |                                 |
| Tejada 14’ | Marcatori | 35’ Fucile 39’ Ganso 68’ Borges |

| Arbitro: | Patricio Loustau |

|                            |           |  |
| Edu Dracena 15’ Neymar 58’ | Marcatori |  |

| Arbitro: | Sandro Meira Ricci |

|        |           |                 |
| Nei 8’ | Marcatori | 64’ Alan Kardec |

| Arbitro: | Julio Quintana |

|                            |           |  |
| Alan Kardec 85’ Neymar 87’ | Marcatori |  |

#### Fase ad eliminazione diretta
| Arbitro: | Enrique Osses |

|                             |           |              |
| Rafael 1’ (aut.) Campos 74’ | Marcatori | 34’ Maranhão |

| Arbitro: | Martín Vázquez |

|                                                                              |           |  |
| Elano 6’, 49’ Neymar 21’ (rig.) 36’ Ganso 27’ 52’ Alan Kardec 29’ Borges 60’ | Marcatori |  |

| Arbitro: | Carlos Amarilla |

|           |           |  |
| Óbolo 35’ | Marcatori |  |

| Arbitro: | Roberto Silvera |

|                             |                      |                                     |
| Alan Kardec 77’             | Marcatori            |                                     |
| Alan Kardec Ganso Elano Léo | Tiri di rigore 4 – 2 | J. Martínez Canteros Papa Domínguez |

| Arbitro: | Marcelo de Lima Henrique |

|  |           |             |
|  | Marcatori | 28’ Emerson |

| Arbitro: | Leandro Pedro Vuaden |

|            |           |            |
| Danilo 47’ | Marcatori | 39’ Neymar |